# Džedefra
Džedefra je bio 3. faraon 4. dinastije drevnoga Egipta, sin i nasljednik Kufua, graditelja Velike piramide. Koristio je naslov sara – Raov sin. Bio je prvi vladar koji je koristio taj naslov. 
Čini se da Džedefra nije dugo vladao. Prema jednom popisu kraljeva, on je vladao samo osam godina. S druge pak strane, smatra se da je vladao barem 11 godina. Miroslav Verner zaključio je da Džedefra uistinu nije dugo vladao. 
George Reisner stvorio je teoriju o Džedefri kao bratoubojici. Teorija se danas smatra izmišljotinom. 
Prema Vassilu Dobrevu, Velika sfinga u Gizi djelo je Džedefre, a predstavlja njegova oca. Moguće je da Sfinga predstavlja samog Džedefru, jer crte lica Sfinge liče crtama Džedefrina lica na jednom kipu.  
Džedefra je bio pokopan u piramidi zvanoj "Džedefrino zvjezdano nebo" u Abu Rawashu. Smatra se da je to bila najljepša egipatska piramida. Čini se da je originalno bila jednako visoka kao i piramida Džedefrinog polunećaka Menkaure. 
Džedefra je bio naslijeđen – kako se to uobičajeno smatra – od strane svog mlađeg polubrata Kafre, Menkaurinog oca. Za razliku od svog oca i polubrata, Džedefra je možda bio bolji faraon, jer on nije zapamćen kao okrutni tiranin. 

## Obitelj
Džedefra je bio sin Kufua i unuk Snofrua te praunuk Hunija. Džedefrina majka nije poznata, ali je George Reisner smatrao da je ona bila neka libijska princeza koja se udala za Kufua. On je pokušao prikazati ovog faraona kao izdajicu i bratoubojicu. 
Budući da je bio sin Kufua, Džedefra je bio unuk kraljice Heteferes I. Bio je polubrat krunskog princa Kauaba, najstarijeg sina Kufua i Meritites I. Kauab nije postao kralj jer je umro prije svog oca. Bio je oženjen svojom sestrom Heteferes. 
Džedefra je naslijedio svog oca kao faraon. Reisner je iznio teoriju prema kojoj je Džedefra ubio Kauaba kako bi zauzeo prijestolje. Ta je teorija besmislena. 
Džedefra je oženio ženu po imenu Kentetenka. Ona je prikazana zajedno s njim. Poslije je oženio svoju polusestru Heteferes, Kauabovu udovicu. Ona je otada znana kao kraljica Heteferes II. Moguće je da je Heteferesina sestra Meresank također bila Džedefrina supruga. U tom slučaju, njezin sin Džati bio bi Džedefrino dijete.
| Ime           | Titula          | Majka                          |
| ------------- | --------------- | ------------------------------ |
| Baka          | princ Egipta    | Kentetenka, kraljica Egipta    |
| Hornit        | princ Egipta    | Kentetenka, kraljica Egipta    |
| Setka         | princ Egipta    | Kentetenka, kraljica Egipta    |
| Nikaudžedefra | princ Egipta    | Kentetenka, kraljica Egipta    |
| Neferhotepes  | princeza Egipta | Heteferes II., kraljica Egipta |
| Heteferes C   | princeza Egipta | Heteferes II., kraljica Egipta |

Postoji mogućnost da je zapravo Baka preuzeo vlast nakon Džedefrine smrti. Tu je i teorija da je Setka nakratko vladao. Međutim, njihov polustric Kafra preuzeo je vlast kao veliki graditelj. 
Prije se pretpostavljalo da je Džedefrina kći Neferhotepes bila majka faraona Sahure, ali se danas zna da su postojale dvije različite Neferhotepes – jedna je bila princeza, kćer Džedefre, a druga kraljica, žena Userkafa. 
Zanimljivo je da trojica Džedefrinih sinova – Baka, Hornit i Setka – imaju naslov najstarijeg sina. Setka je bio pisar, a Hornit vezir. 